# Фонтана, Джованни (учёный)
Джованни Фонтана (итал. Giovanni Fontana; ок. 1395 — ок. 1455) — венецианский врач и инженер.
Родился в Венеции около 1390 года. Окончил Падуанский университет, где получил учёную степень в области искусств в 1418 г. и учёную степень в области медицины в 1421 году. 

## Произведения
Джованни Фонтана издал ряд работ в различных отраслях.
Основные из них:
- «Bellicorum Instrumentorum Libri cum figuris et fictitijs literis conscriptus», Monaco di Baviera, Bayerische Staatsbibliothek, Cod. Icon. 242, disponibile su Internet  (недоступная ссылка) «Книга приборов для ведения войны» (составлена между 1420—1440 гг.).
- «Secretum de thesauro experimentorum ymaginationis hominum», Parigi, Bibliothèque Nationale, Cod. Lat. Nouv. Acq. 635.
- «Волшебная лампа» (лат. Laterna magica, 1420).[7]
- «Nova compositio horologi» (Biblioteca Universitaria di Bologna MS 2705 f. 1-52). 1418.
- «De horologio aqueo» (Biblioteca Universitaria di Bologna MS 2705 f. 53 sg.). Scritto verso il 1417 e dedicato a un amico di nome Poliseo.
- «De pisce, cane et volucre» (Biblioteca Universitaria di Bologna MS 2705 f. 85-105). 1417—1418.
- «De trigono balistario» (Oxford, Bodleian Library, MS Canon Misc. 47). Scritto a Udine nel 1440.
- «De omnibus rebus naturalibus». Scritto intorno al 1450. È una grande enciclopedia stampata nel 1545 da Ottaviano Scoto a Venezia sotto il falso nome di Pompilio Azzali Piacentino.